# Glenea fulvomaculata
Glenea fulvomaculata es una especie de escarabajo del género Glenea, familia Cerambycidae. Fue descrita científicamente por Thomson en 1860.
Habita en Indonesia. Esta especie mide 9-13 mm.